# Каменка (Бело море)
Каменка (рус. Каменка) река је која протиче југоисточним делом Кољског полуострва на подручју Мурманске области у северозападној Русији. Протиче преко територије Терског рејона. Улива се у Бело море на Терској обали, на подручју Терског рејона.
Река Каменка свој ток започиње у мочварном подручју Кејвенских језера на надморској висини од 164 метра. Протиче преко ниског и изразито замочвареног земљишта. Укупна дужина водотока је 53 km, док је површина сливног подручја око 315 km². Просечна брзина тока је око 0,9 м/с. Најважније притоке су Кејвина и Западна Каменка.
На обалама Каменке се не налазе насељена места.